# District de Meyrueis
Le district de Meyrueis est une ancienne division territoriale française du département de la Lozère de 1790 à 1795.
Il était composé des cantons de Meyrueis, la Parade et Saint Georges de Levezac.